# H.O.T.
H.O.T. (кор. 에이치오티; Эйч-о-ти́, акроним от High-Five Of Teenagers) — южнокорейский бой-бэнд, созданный в 1996 году компании SM Entertainment. Они считаются первой айдол-группой K-pop. Группа состояла из пяти участников: Мун Хи Чжун, Чан У Хёк, Тони Ан, Канта и Ли Чжэ Вон. Группа распалась в 2001 году.
H.O.T. за свою карьеру продали более 6,4 миллиона пластинок в Южной Корее. Они также имели коммерческий успех в Китае и Японии и были одними из первых звезд Корейской волны в Азии.

## Состав
| Сценический псевдоним | Сценический псевдоним | Настоящее имя | Настоящее имя | Дата рождения | Позиция в группе              |
| Основной              | Другой                | На русском    | Хангыль       | Дата рождения | Позиция в группе              |
| --------------------- | --------------------- | ------------- | ------------- | ------------- | ----------------------------- |
| Хиджун                | Heejun                | Мун Хи Джун   | 문희준        | 14.03.1978    | Лидер, вокалист               |
| Ухёк                  | Woohyuk               | Чжан У Хёк    | 장우혁        | 08.05.1978    | Главный танцор, главный рэпер |
| Тони                  | Tony                  | Тони Ан       | 토니안        | 07.06.1978    | Вокалист, рэпер               |
| Канта                 | Kangta                | Ан Чиль Хён   | 안칠현        | 10.10.1979    | Главный вокалист              |
| Чжэвон                | Jaewon                | И Чжэ Вон     | 이재원        | 05.04.1980    | Ведущий рэпер, макнэ          |

## Дискография
См. статью «H.O.T. discography» в английском разделе.
Альбомы
- We Hate All Kinds of Violence (1996)
- Wolf and Sheep (1997)
- Resurrection (1998)
- I Yah! (1999)
- Outside Castle (2000)

## Фильмография
- Age of Peace (2000)[2]

## Концерты и туры
- 1998 — H.O.T. The 1st Concert, Olympic Gymnastics Arena
- 1998.Feb.21 ~ Mar.31 — USA Live Tour, New York, Washington, Los Angeles, Hawaii
- 1999.Jan.22 ~ Feb.3 — H.O.T. The 2nd Concert, Seoul Sejong Center, Busan, Gwangju
- 1999.Sept.18 — 99 Live In Seoul, Seoul Olympic Main Stadium
- 2000.Feb.1 — 2000 H.O.T. Live Concert In Beijing
- 2001.Feb.27 — 2001 H.O.T. Live Concert — H.O.T. Forever, Seoul Olympic Main Stadium
- 2018.Oct.13 ~ 14 — 2018 Forever [High-five Of Teenagers] Concert, Seoul Olympic Main Stadium
- 2019.Sep.20 ~ 11 ~ 22 — 2019 [High-five Of Teenagers] NEXT MESSAGE Concert, Gocheok Sky Dome

## Премии и номинации
- См. статью «H.O.T. (band) § Awards» в английском разделе.